# Ашик, Мохамед
Мохамед Ашик (фр. Mohamed Achik; род. 1 февраля 1965) — марокканский боксёр, представитель легчайшей и полулёгкой весовых категорий. Выступал за сборную Марокко по боксу в конце 1980-х — середине 1990-х годов, бронзовый призёр летних Олимпийских игр в Барселоне, победитель и призёр турниров международного значения.

## Биография
Мохамед Ашик родился 1 февраля 1965 года.
Первого серьёзного успеха на взрослом международном уровне добился в сезоне 1988 года, когда вошёл в основной состав марокканской национальной сборной и одержал победу на международном турнире «Ахмет Комерт» в Стамбуле. Благодаря череде удачных выступлений удостоился права защищать честь страны на летних Олимпийских играх в Сеуле, тем не менее, потерпел здесь поражение уже на предварительном этапе легчайшей весовой категории.
В 1989 году Ашик победил на Открытом чемпионате Франции в Сен-Назере, выиграл бронзовую медаль на Кубке Канады в Оттаве, стал вторым на домашнем международном турнире AIBA Challenge Matches в Касабланке и побывал на чемпионате мира в Москве, где на стадии четвертьфиналов был остановлен болгарином Киркором Киркоровым.
В 1990 году стал бронзовым призёром международного турнира Box-Am в Испании.
Находясь в числе лидеров боксёрской команды Марокко, Мохамед Ашик благополучно прошёл отбор на Олимпийские игры 1992 года в Барселоне. На сей раз сумел выиграть у троих соперников в категории до 54 кг, тогда как в полуфинале техническим нокаутом в первом же раунде проиграл кубинцу Хоэлю Касамайору, получив тем самым бронзовую олимпийскую награду.
После барселонской Олимпиады Ашик остался в основном составе марокканской национальной сборной и продолжил принимать участие в крупнейших международных турнирах. Так, в 1994 году он выиграл серебряную медаль на турнире «Трофео Италия» в Местре, а в 1996 году одержал победу на домашнем чемпионате Африки в Касабланке, который также являлся африканской олимпийской квалификацией. На Олимпийских играх в Атланте, выступая уже в полулёгком весе, в первом же поединке со счётом 7:15 потерпел поражение от австралийца Робби Пидена.
Его старший брат Абдельхак Ашик тоже был достаточно известным боксёром, тоже является бронзовым олимпийским призёром.